# Emily Barber
Emily Barber (* 26. September 1991 in Peterborough, England) ist eine britische Schauspielerin in Theater, Film und Fernsehen.

## Leben und Karriere
Emily Barber gab ihr professionelles Debüt als Theaterdarstellerin 2013 in dem Stück Cornelius für das Finborough Theatre am Ende ihres ersten Jahres beim Royal Welsh College of Music & Drama (RWCMD) – eine Rolle, die sie im folgenden Jahr für einen New Yorker Transfer im Rahmen der 59E59 Theatres 'Brits off Broadway Festival' wiederholte. Während ihres letzten Jahres beim RWCMD wurde Emily durch ein Stipendium des Richard Carne Trust unterstützt, das talentierte junge Menschen in den darstellenden Künsten fördern soll. Für ihre Rolle in Billy Liar wurde sie schließlich als beste Newcomerin bei den Manchester Theatre Awards im Jahr 2015 ausgezeichnet und ein Jahr später für den Ian Charleson Award für ihre Leistung der Innogen in Cymbeline at The Globe nominiert.
Ihr Debüt als Schauspielerin im Fernsehen gab sie 2018 in der Serie Endeavour. Weitere Rollen spielte Barber in der US-amerikanischen Dramaserie The Royals als Cassandra Von Halen und ein Jahr später 2019 in zwei Episoden in der von der BBC seit 2012 erstausgestrahlten britischen Fernsehserie Call the Midwife – Ruf des Lebens. Für das Sequel The Alienist: Angel of Darkness der US-amerikanischen Krimiserie The Alienist – Die Einkreisung, die auf dem Roman Die Einkreisung (in Original The Alienist) von Caleb Carr basiert, wurde sie 2019 für die Rolle der Violet Hayward besetzt und spielt dort neben Schauspielern wie Daniel Brühl, Luke Evans und Dakota Fanning.
Neben einigen Rollen in Kurzfilmen spielte sie 2015 unter der Regie von Adrian Noble neben David Suchet ihre erste weibliche Hauptrolle in The Importance of Being Earnest on Stage.

## Filmografie (Auswahl)

### Filme
- 2013: Burger (Kurzfilm)
- 2015: The Importance of Being Earnest on Stage
- 2016: The Arrival (Kurzfilm)
- 2020: Gutterwitch (Kurzfilm)

### Serien
- 2018: Der junge Inspektor Morse (Endeavour, Episode 5x01 Muse)
- 2018: The Royals (4 Episoden)
- 2019: Call the Midwife – Ruf des Lebens (Call the Midwife, 2 Episoden)
- 2020: The Alienist (Fernsehserie, 8 Episoden)
- 2022: Bridgerton (3 Episoden)
- 2023: Dreamland (2 Episoden)
- 2023: Bodies (Miniserie, 5 Episoden)
- 2024: Industry (2 Episoden)
- 2025: MobLand – Familie bis aufs Blut (MobLand, 8 Episoden)

## Auszeichnungen
Manchester Theatre Award
- 2015: Ehrung mit dem Manchester Theatre Award in der Kategorie Best Newcomer in dem Theaterstück Billy Liar

Ian Charleson Award
- 2016: Nominierung für den Ian Charleson Award für ihre Rolle in dem Theaterstück Cymbeline at The Globe